# (6374) Beslan
(6374) Beslan (1986 PY4) – planetoida z grupy pasa głównego asteroid okrążająca Słońce w ciągu 5,63 lat w średniej odległości 3,16 j.a. Odkryta 8 sierpnia 1986 roku.